# 실버스톤 (음악 그룹)
실버스톤은 대한민국의 음악 그룹이다.

## 방송
- 보컬플레이 2 (2019) - Top33(21위)

## 음반
- The king (2020)
- 백사 (2023)

## 수상
- 대구 탑밴드 금상
- 목포 뮤직플레이 대상